# Zwoerd

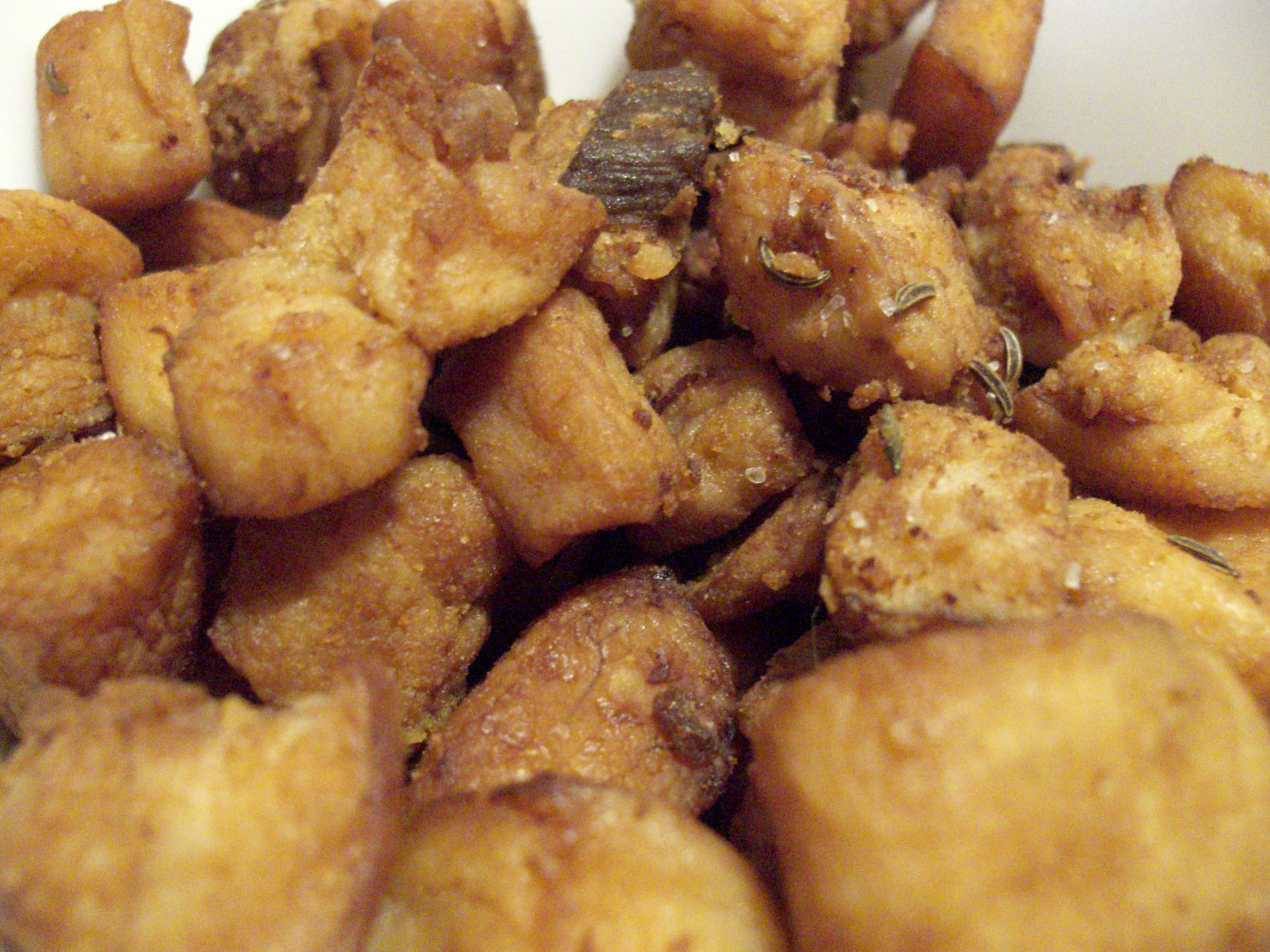
Zwoerd bereid op zijn Tsjechisch

Het zwoerd is de buitenste harde laag die aan het spek van een varken vastzit. Het is in feite de huid.
Na het broeien of afbranden en schoonkrabben van de buitenkant wordt spekzwoerd veel gebruikt om de bodem van cocottes, braad- en stoofpannen te bekleden. Het vet trekt in het gerecht. Zwoerd wordt ook in worsten verwerkt.
Zwoerdjes vormen gebakken een apart gerecht. Zwoerd wordt gezien als lekkernij.